# Sylvain Neuvel
Sylvain Neuvel, född 1973 i Québec i provinsen Québec, är en kanadensisk författare och översättare, främst känd för att ha skrivit science fiction-trilogin Themisfilerna. Serien handlar om Rose Franklin som ramlar ner i ett hål och landar i en gigantisk metallhand tillverkad för flera tusen år sedan. Sjutton år senare är hon ledande fysiker för en grupp som försöker hitta resten av kroppsdelarna. I Sverige släpptes böckerna på Brombergs förlag.